# Кади (Польща)
Кади (пол. Kady) — село в Польщі, у гміні Гродзиськ-Мазовецький Ґродзиського повіту Мазовецького воєводства.
Населення — 556 осіб (2011).
У 1975-1998 роках село належало до Варшавського воєводства.

## Демографія
Демографічна структура станом на 31 березня 2011 року:
|          | Загалом | Допрацездатний вік | Працездатний вік | Постпрацездатний вік |
| -------- | ------- | ------------------ | ---------------- | -------------------- |
| Чоловіки | 283     | 67                 | 193              | 23                   |
| Жінки    | 273     | 48                 | 182              | 43                   |
| Разом    | 556     | 115                | 375              | 66                   |